# أوجين جيرو
أوجين جيرو (بالفرنسية: Pierre François Eugène Giraud)‏ هو رسام فرنسي، ولد في 8 أغسطس 1806 في باريس في فرنسا، وتوفي بنفس المكان في 29 ديسمبر 1881.